# جی کنراد لوینسون
جِی کُنراد لِوینسون (به انگلیسی: Jay Conrad Levinson) (زاده ۱۰ فوریه ۱۹۳۳ - درگذشته ۱۰ اکتبر ۲۰۱۳) نویسنده آمریکایی در زمینه کسب و کار و مولف کتاب مشهور بازاریابی پارتیزانی بود.

## زندگینامه
وی در دیترویت به دنیا آمد و در شیکاگو بزرگ شد و دانش‌آموخته‌ی دانشگاه کلرادو در بولدر بود. مطالعاتش درباره روانشناسی او را به سمت آژانس‌های تبلیغاتی سوق داد. در لندن مدتی به عنوان مدیر نوآوری در شرکت لئو برنت مشغول بود سپس به آمریکا بازگشت و مدیر عامل ارشد شرکت بازاریابی جی والتر تامپسون شد. جی بازاریابی پارتیزانی را ابداع کرد و به مدت ده سال در دانشگاه کالیفرنیا، برکلی به تدریس آن پرداخت.

## آثار
کتاب بازاریابی پارتیزانی لِوینسون به عنوان یکی از ۲۵ کتاب برتر در زمینه کسب و کار شناخته شده است. این کتاب بیش از ۲۱ میلیون نسخه فروش داشته و به ۶۲ زبان ترجمه شده است. نظریه بازاریابی پارتیزانی لِوینسون تاثیر زیادی بر بازاریابی داشته و در تمام دوره‌های ام‌بی‌ای در سرتاسر جهان تدریس می‌شود